# O Ano da Morte de Ricardo Reis
O Ano da Morte de Ricardo Reis é um romance escrito em 1984 por José Saramago cujo protagonista é o heterónimo Ricardo Reis de Fernando Pessoa. Nesta obra Saramago dá continuidade à biografia de Ricardo Reis depois da morte do seu criador, Fernando Pessoa.

## Enredo
```
“Aqui o mar acaba e a terra principia. Chove sobre a cidade pálida, as águas do rio correm turvas do barro, há cheia nas lezírias.”
```

Assim começa este livro denso que vai envolvendo o leitor do início ao fim, fazendo também uma viagem pela história de Portugal.
O personagem que empresta o nome à obra retorna a Lisboa no dia 29 de Dezembro de 1935, após uma ausência de 16 anos, e aí se instala observando e testemunhando o desenrolar de um ano trágico, através do qual o leitor é levado a sentir o clima sombrio em que o fascismo se afirma na sociedade, antevendo-se um futuro negro na história de Portugal, Espanha e Europa.

## Personagens
- Ricardo Reis - personagem principal, heterónimo de Fernando Pessoa. Médico de profissão, monárquico exilado no Brasil desde 1919;
- Fernando Pessoa - aparece em fantasma e fora o "criador" de Ricardo Reis;
- Lídia - Empregada de limpeza do Hotel em que o Dr. Ricardo Reis se encontra hospedado e interessada nos últimos acontecimentos de Portugal e no resto da Europa;
- Marcenda - jovem hóspede do hotel com a mão esquerda paralisada.

## Relevância
Na biografia de Ricardo Reis e de Álvaro de Campos, ao contrário da biografia de Alberto Caeiro, não constam as suas mortes. Por isso, após a morte de Pessoa, José Saramago aventurou-se a terminar a história de um deles, o que acha que "sábio é aquele que se contenta com o espectáculo do mundo".
O autor cria a sua versão alternativa da história, a que poderia ter sido, fazendo uso de informações oficiais e misturando-as com fontes oficiosas. Assim, segundo a professora Ana Paula Arnaut, da Faculdade de Letras de Coimbra, "Saramago presta uma homenagem aos heróis anónimos", no que o próprio escritor parece concordar quando afirma, em 1990, no português Jornal de Letras, Artes & Ideias que quando se refere a corrigir a história não significa corrigir os fatos da história, mas sim introduzir nela "pequenos cartuchos" que façam explodir o que até então parecia indiscutível: substituir o que foi pelo que poderia ter sido.
Saramago aproveita-se do fato de Fernando Pessoa não ter determinado a data da morte do protagonista do romance para fazê-lo testemunhar o período em que o fascismo aos poucos se instalava na sociedade portuguesa. O plano da imaginação cruza-se então com o da história: Reis vai morrer no mesmo período em que começaria a longa agonia de Portugal.

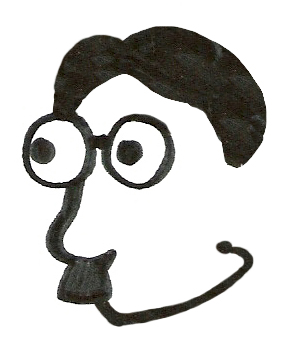
Ricardo Reis

"Esfuziam gritos patrióticos, Portugal Portugal Portugal, Salazar Salazar Salazar, este não veio, só aparece quando lhe convém, nos locais e às horas que escolhe, aquele não admira que aqui esteja, porque está em toda parte."
Em 2016 esta obra foi adaptada por Hélder Costa para teatro pel'A Barraca com a interpretação de Adérito Lopes em Ricardo Reis e Ruben Garcia em Fernando Pessoa.